# Jihae Kim

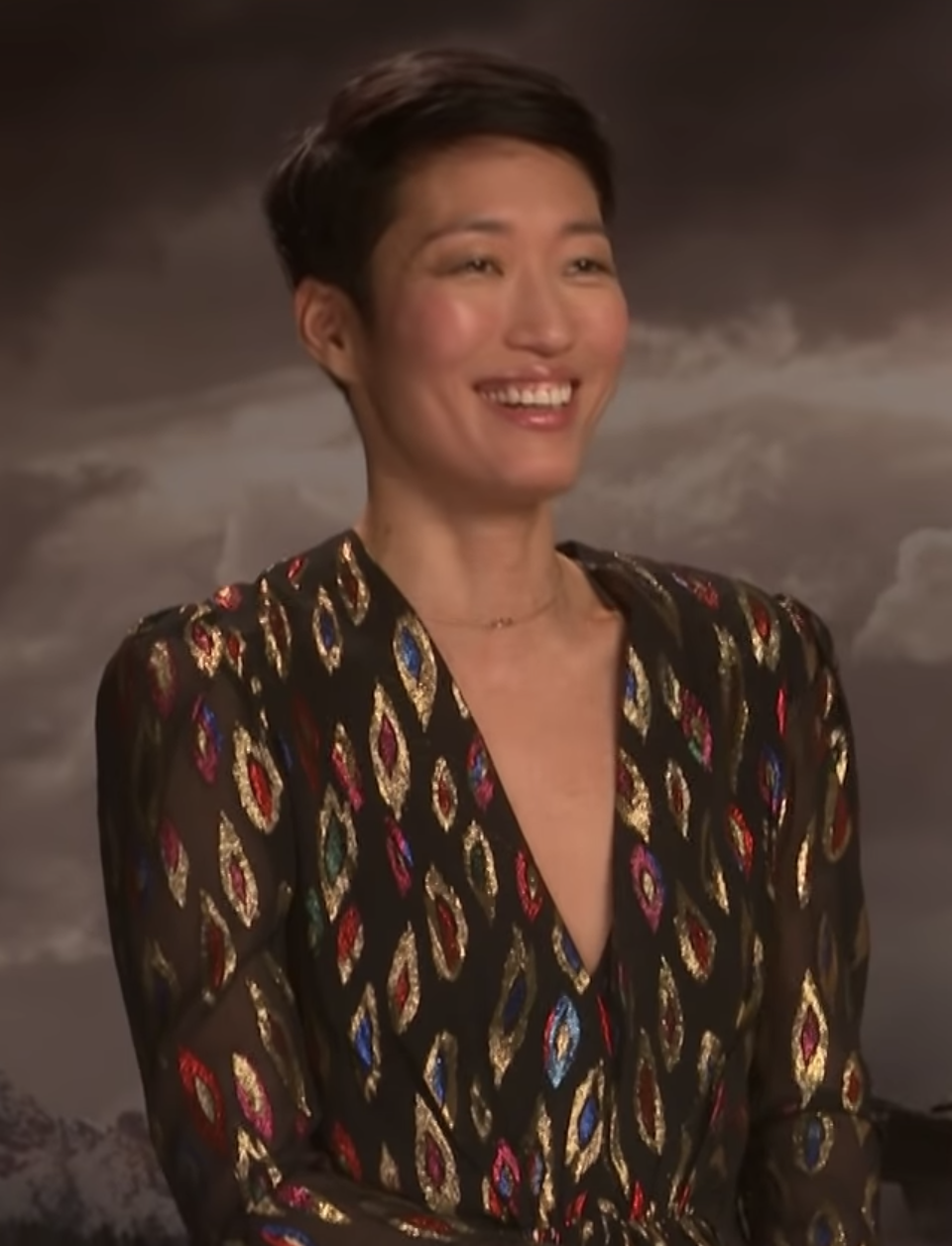
Jihae

Jihae Kim (* 1989 in Seoul, als Sängerin bekannt als Jihae) ist eine in den USA aktive südkoreanische Musikerin, Komponistin, Schauspielerin und Multimediakünstlerin.

## Werdegang
Jihae Kim ist die Tochter eines südkoreanischen Diplomaten. Sie lebte seit ihrer Kindheit in verschiedenen Ländern, darunter Nigeria, Schweden und den Vereinigten Staaten. Sie studierte Politikwissenschaften an der Emory University in Druid Hills, einem Vorort von Atlanta. Nach ihrem Studium zog sie nach New York und wurde als Künstlerin unter ihrem Rufnamen ohne ihren Familiennamen Kim aktiv.
Nach anfänglichen Probeaufnahmen mit Atlantic Records und London Records entschied sich die Liederkomponistin, ihre Arbeit eigenständig zu veröffentlichen.
2009 gründete sie Septem; ein Musik- und Multimedia-Unternehmen mit Fokus auf Musik für Produktions- und soziale Projekte. Septem ist zudem eine digitale Plattform, auf der Künstler ihre Medien veröffentlichen können. 2010 schuf Jihae mit dem Dramatiker und Regisseur John Patrick Shanley die Rock-Oper Fire Burning Rain, die auf ihrem gleichnamigen Konzeptalbum basiert.
Ihr Album Illusion of You aus dem Jahr 2015 wurde von Jihae und Jean-Luc Sinclair gemeinsam mit dem Produzenten Dave Stewart produziert. Illusion of You enthält ein Lied, das von Jihae, Leonard Cohen und Dave Stewart mit dem Titel It Just Feels geschrieben wurde.
Von 2016 bis 2018 spielte Jihae die Hauptrolle in der Miniserie Mars.
Sie lebt in New York.

## Musikproduktionen
Jihae schuf Kompositionen für Werbespots und Kurzfilme:
- LVMH / Henessy (2008)
- Bacardi (One Dream Rush Kurzfilmkollektiv) (2009)[2]
- Alcatel Mobiltelefone (2010)[3]
- Eileen Fisher (2010)
- The North Face Purple Label und Nanamica (2009 bis heute)[4]

## Zusammenarbeit mit anderen Künstlern
Michel Gondry – My Heart is an Elephant (LP, 2007)
Jihae nahm den Filmemacher Michel Gondry auf, der Schlagzeug mit Küchengeschirr und einer kleinen Trommel spielte. Für diese Aufzeichnung erklärte das Trace Magazine Jihae: „Ein kreatives Genie.“
Lenny Kravitz – My Heart is an Elephant (LP, 2007)
Lenny Kravitz spielt Bass und Gitarre bei In Love with a Tornado.
Kevin Thomas – Black Pearl (Kurzfilm, 2007)
Ein 6-minütiger Kurzfilm nach Jihaes erster Single. Jihae und Kevin Thomas arbeiteten an der Konzeption und dem Making of des Kurzfilms, wo sie sowohl die männliche als auch die weibliche Hauptrolle spielt. Eine Liebesgeschichte über einen jungen rebellischen Sohn eines Liberaz, der einen Friseursalon in einer Zeitschleife besitzt und seine verbotene Liebe, die Tochter eines Gangsters. Das Set entstand in Hongkong.
Christopher Doyle and Gerald Byrnes – Interview (video art, 2008)
Interview ist ein Videokunststück von Gerald Byrnes, gedreht von Christopher Doyle mit Live-Interviews aus den späten 60ern als Drehbuch und Geschichte. Jihae singt und agiert in dem Stück, das 2008 auf der Biennale in Venedig vorgestellt wurde.
Marco Brambilla – Ghost (video art, 2010)
Ghost ist ein 2010er Videokunststück von Marco Brambilla. Jihae benutzt ihren Atem wie ein perkussives Instrument und atmet Maurice Ravels klassisches Stück "Bolero".
Koh Sang Woo – Performance Art (2011)
Jihae kooperiert mit dem koreanischen Maler / Fotografen Koh Sang Woo bei einer Performance-Kunstpräsentation bei der Asian Arts Award Ceremony.
Dave Stewart (2012)
Man to Man Woman to Woman ist ein Lied von Dave Stewart.
Jihae singt auch ein Duett mit dem Projekt Stewart for Walk a Mile des US-Außenministeriums. Walk a Mile ist eine globale Kampagne, um Bigotterie zu stoppen und den Respekt zwischen Kultur, Religion, Tradition, Klasse und Geschlecht zu fördern.

## Multimediakünstlerin
Auch als Multimediakünstlerin konnte Jihaes ihre Werke in Musik, bildender Kunst und Film und Theater auf IFC, NME, MTV, Pitchfork, ID, Vogue Deutschland, NY Press und verschiedenen anderen Ausstellungen vorstellen.
Fire Burning Rain Rock Opera
Erstellt von Jihae und John Patrick Shanley. Inspiriert von Jeanne d’Arc ist es eine futuristische Geschichte über die Reise einer Heldin, um das „Licht“ zu befreien, um die sterbende Erde und die Menschheit zu retten. Jihae und eine Gruppe von 20 Tänzern, Schauspielern und Akrobaten führten am 7. September 2010 im Le Poisson Rouge Feuerbrennender Regen und am 8. September 2011 den Highline Ballroom auf.
Elvis is Still Alive
Das auf dem Lied „Elvis Is Still Alive“ basierende Videokunststück wurde auf der IFC uraufgeführt.
Tuileries
 Videokunststück eines Sturms in Watermill, NY 2010
Best Thing
Musikvideo gedreht und konzeptioniert von Jihae in Vermont 2009.

## Soziale Projekte
Viele von Jihaes Projekten konzentrierten sich auf den sozialen Wandel. Sie hat ihre Zeit und Leistung für folgende Organisationen gespendet:
- Acumen Funds
- Jazz Foundation of America
- Not For Sale
- Ten Thousand Means
- Willie Mae Rock Camp

Simon Says Sing For Peace
Simon Says ist eine interaktive musikalische Friedensbewegung von Jihae. Mit dem universellsten Kinderspiel als Werkzeug für den Frieden schrieb Jihae ein Kinder-Friedenslied namens „Simon Says“, um den Kindern, die keine Stimme haben, eine Stimme zu geben. Um Bewusstsein für Kindersoldaten und betroffene Kinder in Konfliktgebieten auf der ganzen Welt zu schaffen und Veränderungen durch die Kraft des Liedes zu fördern, hat Jihae eine instrumentale Version von „Simon Says“ gemacht, die jeden ermutigt, seine eigene Friedensbotschaft zu schreiben und aufzuzeichnen.
2012 Hours against Hate
Jihae nahm ein Duett mit Dave Stewart Man to Man, Woman to Woman auf, das von Hillary Clinton als Titellied für die 2012 Hours Against Hate ausgewählt wurde. Diese globale Kampagne wurde vom State Department entwickelt, um Bigotterie zu stoppen und den Respekt über Grenzen hinweg zu fördern in Kultur, Religion, Tradition, Klasse und Geschlecht und startete im Juli 2012 in Zusammenarbeit mit dem Olympischen Komitee, Dave Stewart und der David Lynch Foundation in London mit einem vorolympischen Konzert mit Auftritten von Mike Scott und den Waterboys, Daryl Hall, KT Tunstall, Dave Stewart und Jihae.

## Diskografie
| Jahr | Album                   | Hinweis |
| ---- | ----------------------- | ------- |
| 2006 | My Heart Is An Elephant |         |
| 2008 | Afterthought EP         |         |
| 2008 | Elvis Is Still Alive    |         |
| 2010 | Fire Burning Rain       |         |
| 2015 | Illusion of You         | [ 16 ]  |

## Filmografie
- 2016–2018: Mars (Fernsehserie)
- 2018: Mortal Engines: Krieg der Städte (Mortal Engines)
- 2020: Altered Carbon – Das Unsterblichkeitsprogramm (Altered Carbon, Fernsehserie, Folge 2x01)
- 2024: Dune: Prophecy (Fernsehserie)